# NGC 3717
NGC 3717 ist eine Spiralgalaxie mit ausgedehnten Sternentstehungsgebieten vom Hubble-Typ Sb im Sternbild Hydra südlich der Ekliptik. Sie ist schätzungsweise 69 Millionen Lichtjahre von der Milchstraße entfernt und hat einen Durchmesser von etwa 130.000 Lj.

Gemeinsam mit IC 2913 bildet sie ein vermutlich gravitativ gebundenes Galaxienpaar.
Das Objekt wurde am 29. April 1834 von John Herschel entdeckt.